# Законопроект о пенсионной реформе в России (2018)
16 июня 2018 года распоряжением председателя Правительства РФ Д. А. Медведева в Государственную думу был внесён законопроект о пенсионной реформе в России. Проект реформирования пенсионной системы в стране предусматривал постепенное повышение пенсионного возраста для большинства граждан с 1 января 2019 года.
Точное наименование документа: «Проект Федерального закона № 489161-7 „О внесении изменений в отдельные законодательные акты Российской Федерации по вопросам назначения и выплаты пенсий“».
Изначально планировалось увеличить возраст выхода на пенсию до 65 лет у мужчин (в течение 2019—2028 гг.) и до 63 лет у женщин (за 2019—2034 гг.). В таком варианте 19 июля 2018 года Дума приняла законопроект в первом чтении. В дальнейшем поступило около 300 поправок: в частности, 29 августа президент В. В. Путин предложил поднять «планку» для женщин не до 63, а до 60 лет. Во втором чтении 26 сентября законопроект был принят с поправками В. Путина и партии «Единая Россия»; весь блок поправок от оппозиционных партий и профсоюзов был отклонён. Третье чтение прошло 27 сентября. Затем 3 октября законопроект был одобрен Советом Федерации, в этот же день Президент РФ подписал документ — и после официального опубликования он обрёл силу закона (см. Пенсионная реформа в России (2019—2028)).
Д. А. Медведев впоследствии назвал решение о реформе «выстраданным», что означает его обстоятельную и длительную подготовку. Кроме того, осуществить повышение пенсионного возраста в России ранее рекомендовал МВФ. Однако до президентских выборов 18 марта 2018 года публичные обсуждения пенсионной темы были минимизированы. Две трети россиян считают, что имело место умышленное замалчивание проблемы властями во избежание поражения В. В. Путина на выборах (данные агентства «Росбалт»).
Внезапное внесение и продвижение законопроекта снизили уровень доверия населения России к правительству, парламенту и президенту (который на начальном этапе подчёркнуто дистанцировался от планов правительства). Уже за первые две недели после объявления о реформе Путин потерял 14 процентных пунктов поддержки (62 % → 48 %, согласно опросу ФОМ). 56 % респондентов сказали, что на их отношение к властям повлияли именно планы повысить пенсионный возраст. Попытки властей объяснить необходимость более позднего выхода на пенсию не дали никакого эффекта. Наряду с отторжением российского общества намерения правительства вызвали негативную реакцию ряда специалистов, вплоть до упрёков в передёргивании фактов и использовании ссылок на совершенно неадекватные статистические данные о росте продолжительности жизни в РФ для обоснования важности реформы.
Законопроект вызвал колоссальный резонанс. На фоне обсуждений в городах России проходили массовые уличные протесты против реформы, предпринимались попытки организовать референдум, звучали требования ликвидации Пенсионного фонда РФ. По итогам опроса ВЦИОМ, повышение пенсионного возраста было оценено россиянами как главное событие 2018 года в стране.

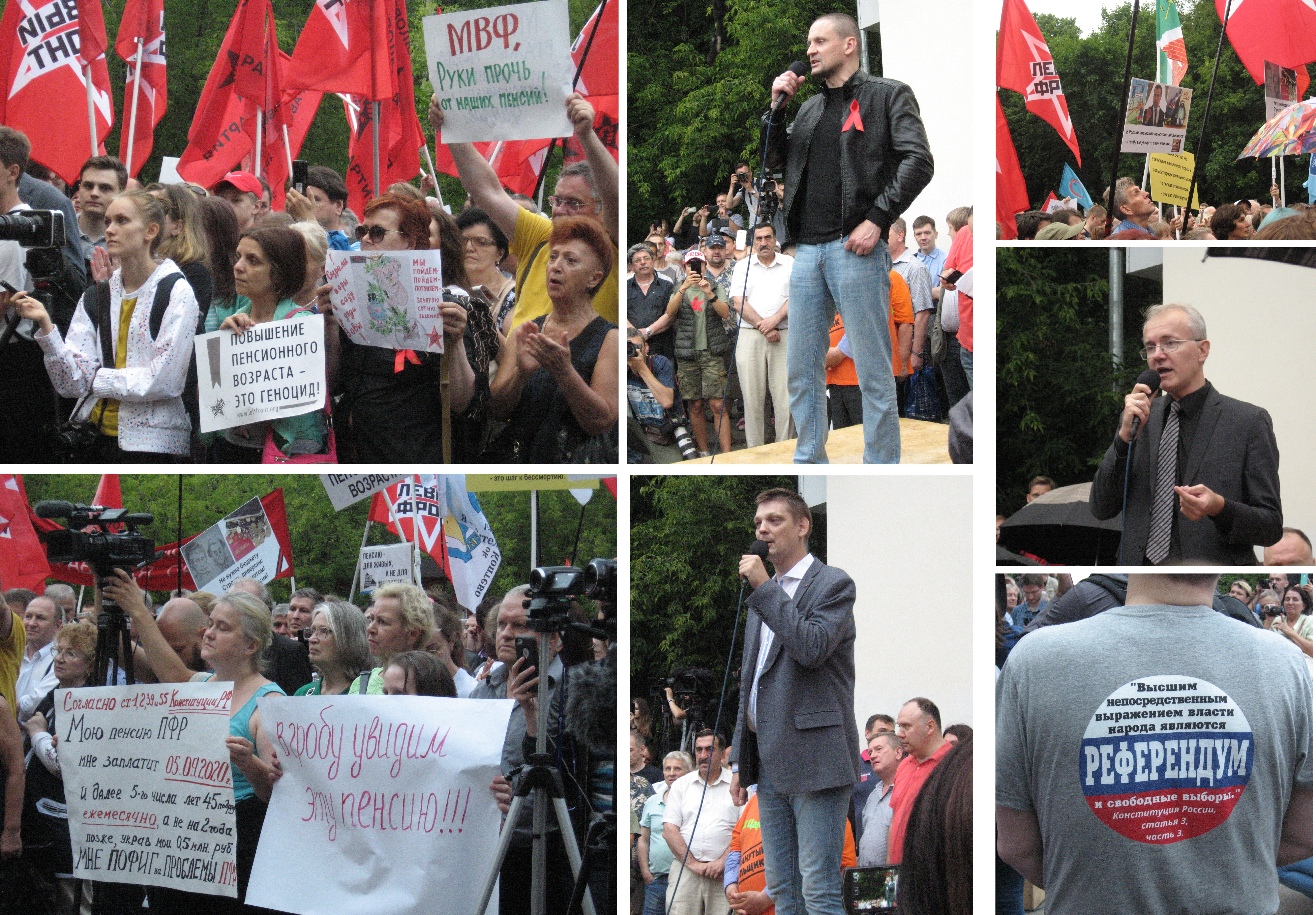
Митинг 18.07.2018 в Гайд-парке (Москва) против пенсионной реформы, объявленной правительством

## Предыстория
Реформирование тех или иных аспектов организации российской пенсионной системы проводилось постоянно с 1990 года, когда был создан Пенсионный фонд России (ПФР). Изменения «правил игры» происходили практически раз в два-три года. Так, реформа 2013—2015 годов вводила новую формулу расчёта размера пенсии с учётом стажа, заработка и возраста выхода на пенсию, а граждане 1967 года рождения и моложе получили право решить, продолжать ли им накапливать пенсионные средства или вернуть их в страховую часть. В 2016 году был принят закон о постепенном увеличении пенсионного возраста для государственных гражданских служащих федерального и муниципального уровня (оно началось с 2017 года).
Вопрос о повышении пенсионного возраста для всех граждан России эпизодически затрагивался в 2000-е и 2010-е годы в дискуссиях различного уровня и в прессе. Например, А. Л. Кудрин на рубеже десятилетий высказывался о неизбежности сдвига этого возраста, в начале февраля 2017 года было сообщено об увеличении пенсионного возраста до 65 лет. Постоянное представительство МВФ в РФ время от времени повторяло совет повысить пенсионный возраст (а в 2017 г. рекомендовало сделать это именно после президентских выборов 2018 г.). Однако, на официальном уровне существование замысла повысить возраст отрицалось: в 2005 году В. В. Путин заявил, что, пока он является президентом РФ, повышения не будет, а публиковавшиеся сообщения о подобных намерениях (в том числе вышеназванное от 2017 г.) опровергались. Поэтому возникновение законопроекта в 2018 году было расценено в обществе как неожиданное.

## Причины реформы

### Демографические факторы
Сторонники повышения пенсионного возраста декларировали неблагополучную демографическую ситуацию в РФ как основную причину реформы.

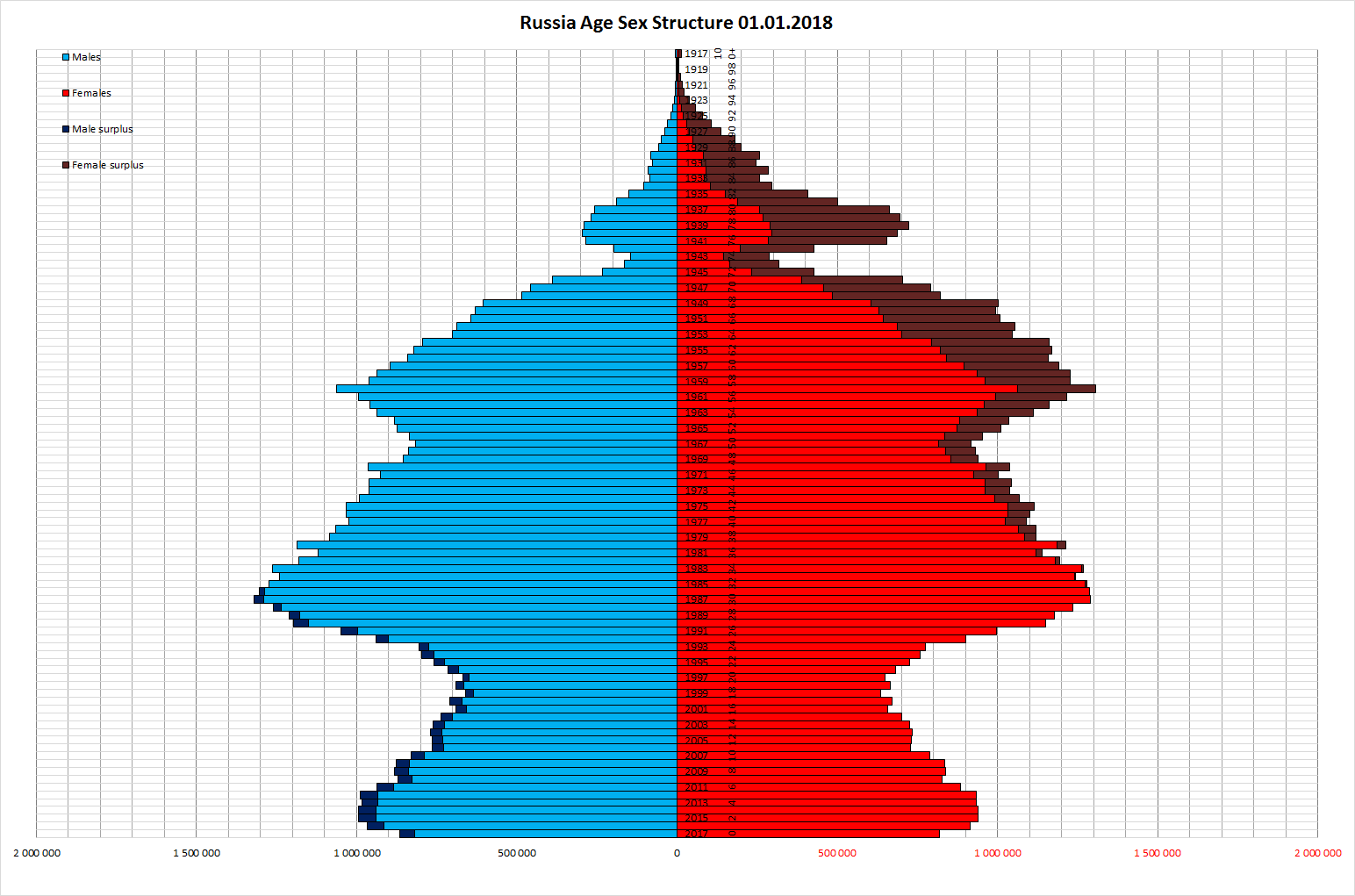
Возрастно-половая пирамида населения России на 1 января 2018 года

В России действует солидарная пенсионная система: отчисления с зарплат работающих направляются на выплату текущих пенсий. При этом, если в 1970 году на одного пенсионера приходилось 3,7 человека трудоспособного возраста (то есть пенсию одному, условно говоря, «платили» четверо), то к 2019 году соотношение снизилось примерно до двух к одному. При сохранении существующих демографических тенденций старения нагрузка на работающих будет расти: количество работников ежегодно сокращается на 0,4 млн человек, а граждан, выходящих на пенсию, прибавляется 1,5—1,6 млн. Средняя месячная пенсия в РФ в 2018 году составила 14 414 рублей. Её прирост при индексации в предшествующие годы не превышал 400—500 рублей.
Россия находится в общемировом демографическом тренде старения населения Земли (кроме Африки южнее Сахары) и вызванного им в ряде стран, как развитых, так и развивающихся, демографического кризиса. Ввиду увеличения процента пожилых граждан многие правительства были вынуждены пойти на повышение возраста выхода на пенсию. Ситуация именно в РФ осложнена последствиями распада СССР, из-за которого в 1990-е годы произошёл провал рождаемости, сравнимый с военным периодом по глубине.
Особым демографическим фактором в российских реалиях является крайне высокая смертность мужчин в трудоспособном возрасте, а также снижение рождаемости вследствие чрезмерного потребления алкоголя.
По состоянию на 2018 год ожидаемая продолжительность жизни россиян на пенсии — то есть без учёта тех, кто до пенсии не дожил вообще — оценивалась в 16 лет 1 месяц для мужчин (при пенсионном возрасте 60 лет) и в 25 лет 8 месяцев для женщин (55 лет). Согласно докладу НИУ ВШЭ «Демографический контекст повышения возраста выхода на пенсию», ожидаемая продолжительность жизни на пенсии первого поколения россиян, которые достигнут увеличенного пенсионного возраста — 65 лет (мужчины) и 63 года (женщины; расчёт выполнялся ещё до внесения поправок в законопроект), составит 14 лет и 6 месяцев для мужчин и примерно 23 года для женщин. Авторы доклада оговаривались, что их анализ даёт минимальную оценку: вполне вероятно, что пенсионеры будут жить дольше. Данная тенденция подтверждается исследованиями Международной лаборатории демографии и человеческого капитала Российской академии народного хозяйства (РАНХиГС).

### Прочие обстоятельства и мнения
Необходимость повышения пенсионного возраста усилилась из-за кризиса российской экономики, начавшегося в 2014 году и вызванного, по ощущениям граждан и мнению некоторых экспертов, ошибками во внешней политике России, в частности, в вопросе Крыма. В то же время высказанные критиками реформы подозрения, что к дефициту ПФР якобы привели расходы государства на проведение футбольного мундиаля и сочинской олимпиады, несерьёзны, так как отказ от этих расходов обеспечил бы выплаты пенсионерам максимум в течение месяца-двух.
Проблемы в пенсионной сфере во многом обусловлены также тем, что значительная часть граждан работает без официального трудоустройства даже в государственных компаниях.
Любопытно, что Путин ещё в 2006 году однозначно указывал на распространённую с начала 90-х годов в России «обналичку» как на одну из главных проблем пенсионной системы в будущем. Выступая на съезде ФНПР, он высказался следующим образом:

Профсоюзы должны занять твёрдую и принципиальную позицию по «серым» схемам оплаты труда, потому что они фактически закладывают под права трудящихся мину замедленного действия… Зарплаты в конвертах незаконно занижают размеры будущих пенсий работников и сокращают объёмы социальных гарантий.
— Путин: зарплаты «в конвертах» — мина замедленного действия, «Россия» от 14 ноября 2006.
Особым обстоятельством 2016—2018 годов, непосредственно предшествовавших появлению законопроекта, явилось резкое, примерно в 1,6 раза, уменьшение численности работающих пенсионеров, учитываемых системой ПФР. С 2016 года (после принятия Федерального закона от 29.12.2015 г. № 385-ФЗ) индексация пенсий работающим гражданам была прекращена, из-за чего целесообразность продолжения официальной трудовой деятельности на пенсии для многих оказалась под вопросом.
Как оправдание реформы, наряду со старением населения, Д. А. Медведев отмечал сокращение типичного общего срока трудовой деятельности гражданина. Если в середине XX в., когда устанавливался пенсионный возраст «60 (55)», многие шли работать после семи классов в 14 лет, то затем, из-за удлинения образовательного периода, старт трудового пути сместился на более старший возраст и сейчас нередко соответствует 21-22 годам. Тему позднего начала карьеры, ещё до публикации Медведева, затронул Э. В. Лимонов и предложил резко опустить возраст зрелости (в том числе права на трудоустройство), прекратив искусственное затягивание детства, что, по его мнению, явилось бы приемлемой альтернативой реформе.
Председатель Госдумы Вячеслав Володин, отвечая на вопрос о необходимости пенсионной реформы, заявил, что без неё из-за дефицитного бюджета в России может полностью прекратиться выплата государственных пенсий, а первый заместитель председателя Комитета по экономической политике Совфеда Сергей Калашников даже предложил заменить россиянам пенсии на «пособия по нуждаемости».
Но по данным Г. А. Зюганова, сторонники реформы искажали ситуацию и игнорировали все иные, нежели подъём пенсионного возраста, способы решения проблемы (прогрессивный налог, борьба с хищениями олигархов на господрядах, сокращение числа чиновников, помощи банкам, оттока средств в офшоры, восстановление монополии государства на торговлю алкоголем); при этом уже сейчас (в среднем) работник за 36 лет стажа выплачивает в ПФР 103 месячных зарплаты, а получает из него лишь 47 зарплат. К аналогичным выводам приходят и другие критики реформы.
Демографом А. Г. Вишневским оспаривался аргумент о росте продолжительности жизни в России. Фактически реформаторы делали акцент на величине длительности жизни не тех, кто подпадёт под пенсионные изменения сразу при принятии закона, а родившихся в 2017 году (см. прогноз Росстата от 22 февраля 2018 г.). Противники реформы утверждали, что россияне не доживут до пенсионного возраста, обосновывая свои утверждения оценками ожидаемой продолжительности жизни при рождении (ОПЖ). Однако, ОПЖ слабо связана с пенсионными финансами (так, Администрация социального обеспечения США приводит данные, согласно которым в 1930 году ОПЖ для мужчин в Америке составляла 58 лет, но это не значит, что длительность пребывания мужчин на пенсии была небольшой — те, кто достиг пенсионного возраста, в среднем дожили более чем до 77 лет, и мужчины, вышедшие на пенсию в 1930 г., получали её почти 13 лет). Правильнее рассуждать о демографической нагрузке, то есть о числе иждивенцев на одного работающего.
По версии экономиста Н. А. Кричевского, настоящей целью реформы являлось сокрытие факта исчезновения значительной доли перечисленных в НПФ пенсионных накоплений россиян. В 2022 году должны были выходить на пенсию первые граждане, имеющие право на накопительную часть, — и обнаружение пропажи средств нанесло бы непоправимый удар по репутации власти.
В отдельных публикациях о возможной подоплёке реформы утверждалось, что властям срочно нужны деньги «на некие действия, которые они огласить народу не могут». В качестве таковых виделась война с «бандеровской» Украиной, победа в которой принесёт внутриполитические дивиденды. В 2018 году эти заявления выглядели как конспирология, но последовавшие события (2022 г.) заставили относиться к подобным мнениям более серьёзно.
Уже после начала реформы политолог М. Л. Хазин указал на ещё один возможный механизм зарубежного влияния: наличие сговора правительства, либеральных чиновников и осевших на Западе антигосударственно настроенных предпринимателей с целью дискредитации лично Путина; в такой ситуации президент не решился пойти на конфликт, расформирование правительства и смену руководства ЦБ во избежание общей дестабилизации в стране, посчитав согласие с повышением пенсионного возраста меньшим злом.

## Содержание законопроекта
Правительственный законопроект о пенсионной реформе сводился к идее повышения возраста выхода на пенсию по старости и не предполагал никаких иных сущностных новшеств. Базовые концепции были изложены уже в версии документа, принятой Госдумой в первом чтении (см. официальный текст и инфографику), но затем появился ряд поправок, основные из них поступили от В. В. Путина. Полная сводка поправок к законопроекту для второго чтения была опубликована 24 сентября.
26 сентября Госдума при втором чтении единогласно приняла поправки президента и «Единой России», остальные поправки поддержаны не были.

### Схема повышения пенсионного возраста
Правительство РФ с 1 января 2019 года начинает увеличение пенсионного возраста (в 2018 г. он составлял 60 лет у мужчин и 55 у женщин). В принятом в итоге варианте законопроекта установлена новая целевая возрастная планка «65 (60) лет». Возраст выхода на пенсию будет поэтапно повышен до новых значений в течение переходного периода, заканчивающегося в 2028 году. По годам рождения законопроект ввёл следующую схему выхода на пенсию: 
| Год рожд. | Пенсионный возраст (муж.), лет | Пенсионный возраст (муж.), лет | Пенсионный возраст (муж.), лет |
| Год рожд. | страховая пенсия               | страховая пенсия               | социальная пенсия              |
| --------- | ------------------------------ | ------------------------------ | ------------------------------ |
| Год рожд. | бол. стаж (42+ лет)            | достаточн. стаж                | недостат. стаж                 |
| 1953      | 60                             | 60                             | 65                             |
| 1954      | 60                             | 60                             | 65,5                           |
| 1955      | 60                             | 60                             | 66,5                           |
| 1956      | 60                             | 60                             | 68                             |
| 1957      | 60                             | 60                             | 69                             |
| 1958      | 60                             | 60                             | 70                             |
| 1959      | 60                             | 60,5                           | 70                             |
| 1960      | 60                             | 61,5                           | 70                             |
| 1961      | 61                             | 63                             | 70                             |
| 1962      | 62                             | 64                             | 70                             |
| 1963      | 63                             | 65                             | 70                             |
| 1980      | 63                             | 65                             | 70                             |
| 1994      | 63                             | 65                             | 70                             |
| 2005      | 63                             | 65                             | 70                             |
| 2013      | 63                             | 65                             | 70                             |

| Год рожд. | Пенсионный возраст (жен.), лет | Пенсионный возраст (жен.), лет | Пенсионный возраст (жен.), лет |
| Год рожд. | страховая пенсия               | страховая пенсия               | социальная пенсия              |
| --------- | ------------------------------ | ------------------------------ | ------------------------------ |
| Год рожд. | бол. стаж (37+ лет)            | достаточн. стаж                | недостат. стаж                 |
| 1958      | 55                             | 55                             | 60                             |
| 1959      | 55                             | 55                             | 60,5                           |
| 1960      | 55                             | 55                             | 61,5                           |
| 1961      | 55                             | 55                             | 63                             |
| 1962      | 55                             | 55                             | 64                             |
| 1963      | 55                             | 55                             | 65                             |
| 1964      | 55                             | 55,5                           | 65                             |
| 1965      | 55                             | 56,5                           | 65                             |
| 1966      | 56                             | 58                             | 65                             |
| 1967      | 57                             | 59                             | 65                             |
| 1968      | 58                             | 60                             | 65                             |
| 1980      | 58                             | 60                             | 65                             |
| 1994      | 58                             | 60                             | 65                             |
| 2005      | 58                             | 60                             | 65                             |
| 2013      | 58                             | 60                             | 65                             |

Таким образом, увеличение возраста страховой пенсии первыми затрагивает мужчин, родившихся в 1959 году, и женщин, родившихся в 1964 году: по новым общим правилам, они выйдут на пенсию в возрасте, соответственно, 60,5 и 55,5 лет во второй половине 2019 или первой половине 2020 года (зависит от полугодия рождения человека). При наличии большого трудового стажа, а именно 42 (37) лет у мужчины (женщины), пенсионный возраст может быть снижен на 2 года, но так, чтобы он не оказался меньше 60 (55) лет.
Фактически новый возраст страховой пенсии устанавливается в коридоре от минимального (левый пенсионный столбец в таблицах, «большой стаж») до «среднего» (средний столбец в таблицах, «достаточный стаж»; на 2019 год достаточным считается 10 лет, далее будет нарастать до 15 лет на год за год) значения. Точная дата выхода на пенсию соответствует моменту накопления мужчиной 42-летнего (женщиной — 37-летнего) стажа. Если такой стаж не наберётся вообще, то принимается «среднее» значение, а если такой стаж выработан ещё до достижения минимального возраста, то минимальное.
Также сдвинулся пороговый возраст получения социальной пенсии по старости — для тех, у кого нет достаточного зарегистрированного трудового стажа (такое возможно, например, вследствие длительной занятости без должного оформления документов): за 2019—2028 годы он постепенно повысится на пять лет, см. правый столбец в таблицах. Если мужчина (женщина) 1953 (1958) года рождения мог(ла) выйти на социальную пенсию в 2018 году в возрасте 65 (60) лет, то мужчина (женщина) 1958 (1963) года рождения сможет это сделать в 2028 году в 70 (65) лет.
Законопроект не изменил ситуацию для уже ставших пенсионерами россиян, а также для тех, чьё пенсионное обеспечение регулируется отдельными законодательными актами, — гражданских государственных служащих, сотрудников силовых структур и военнослужащих. Установленные льготы по пенсионному возрасту для ряда категорий лиц (шахтёры, работники вредных производств, работники транспорта и др.) планируется полностью сохранить. Но для многих льготников порядок выхода на пенсию стал иным. Так, для учителей и медиков требования именно к специальному стажу не повысились, но после выработки спецстажа до назначения пенсии необходимо просуществовать от одного до пяти
лет.
Премьер Д. А. Медведев допустил, что даже после «окончательного» принятия законопроекта впоследствии может оказаться целесообразным внесение корректировок с учётом обнаруживающихся проблем.

### Сравнение с начальной версией документа
Изначально в варианте законопроекта для первого чтения предполагалось аналогичное ступенчатое повышение пенсионного возраста, но более жёсткое в ряде деталей. Так, для женщин намечались возрастная планка «63» и переходный период 2019—2034 гг., а под «большим стажем» понималось 45 (40) лет. Также при подготовке текста законопроекта ко второму чтению пенсионный возраст граждан, которым по дореформенным правилам полагалась пенсия с 2019 или 2020 г., увеличился только на 0,5 или 1,5 года (а не на 1 или 2, как в первом варианте).
Упомянутые выше поправки были внесены президентом В. В. Путиным и партией власти «Единая Россия». Но они прямо или косвенно учитывали и другие идеи, звучавшие летом и касавшиеся новой возрастной планки или параметров переходного периода.
Фиксацию нового пенсионного возраста планируется сопроводить комплексными изменениями в сферах медицины и образования, налоговом и трудовом кодексах. Речь, в частности, идёт о налаживании систем переобучения и диспансеризации пожилых граждан, о предоставлении — несмотря на сдвиг возраста пенсии — льгот (по ЖКХ и др.) россиянам старше 60 (55) лет, о выплате средств накопительной пенсии из НПФ тоже с 60 (55) лет.
Вместе с тем многие из высказывавшихся соображений не были учтены при корректировке законопроекта. Так, в процессе обсуждения предлагалось предоставить гражданам — в рамках реформы — право по своему желанию выйти на пенсию досрочно (например, в 60 или 55 лет, когда официальный пенсионный возраст уже станет выше этого), с уменьшением размера пенсии. Кроме того, предлагалось увязывать параметры реформы с количеством детей в конкретной семье (снижая пенсионный возраст родителей за каждого ребёнка) с уровнем дохода (сохраняя прежний возраст выхода на пенсию для лиц с низкими заработками), а также учитывать специфику регионов. По существу, эти инициативы были отклонены, кроме установления пенсионного возраста «57» или «56» женщинам с тремя или четырьмя детьми и сохранения старых правил для малочисленных народов Севера.
Совет по правам человека при Президенте РФ, признавая необходимость реформы, рекомендовал отложить её до 2025 года для более основательной подготовки (и рынка труда, и властных структур, и населения). Фракция партии «Справедливая Россия» 19 июня подала в Госдуму альтернативный законопроект, предполагающий сохранение действующего возраста выхода на пенсию и введение моратория на его повышение до 2030 года или даже до 2035 года. Такие предложения были отвергнуты фактически без рассмотрения.

## Пенсионная реформа в общеэкономическом контексте
Российские макроэкономисты определили, что для поддержания социально-политической стабильности страны необходим рост ВВП на уровне не ниже 5,5 % в год. Рассчитывать на длительный рост требуемым темпом за счёт цен на нефть — и неправильно, и нереально. Гипотетически, ускоренного развития можно было бы достичь через иностранные инвестиции, но приток капитала наблюдался только в краткий период бума мировой экономики перед кризисом 2008 г.. Внутренние же частные инвестиции сдерживаются тем, что крупные российские компании в них заинтересованы слабо, а мелкие не имеют доступа к адекватному (по срокам и ставкам) кредитованию. При этом возможность масштабного инвестирования средств крупными компаниями, находящимися под контролем государства, с целью повышения производительности труда в РФ правительством Медведева не рассматривалась.
Планы, связанные с именами С. Ю. Глазьева и Б. Ю. Титова, основывавшиеся на эмиссии, были отвергнуты правительством, придерживающимся теории классического монетаризма. Ни один из известных вариантов этих планов не предусматривал для финансируемых проектов ни точного расчёта сроков покрытия эмиссии товарной массой, ни вычисления соотношений между величинами вложений в различные секторы экономики и, тем самым, учёта технологически обусловленной сбалансированности физических объёмов разной продукции. В результате большая эмиссия, даже при надёжной изоляции эмитируемых средств от денежного рынка на начальной стадии, создала бы угрозу серьёзной инфляции.
Поскольку иностранные валюты не являются законным платёжным средством на территории РФ, имеющиеся избыточные (скажем, по критерию Редди) золотовалютные резервы здесь бесполезны, так как под них эмиссию проводить нельзя по указанным выше причинам. Никакие варианты инвестирования этих средств на территории РФ без превращения в рубли ни провластными, ни оппозиционными экономистами не рассматривались.
Поэтому было решено перейти к государственным инвестициям в инфраструктуру, образование, здравоохранение, науку согласно «плану Кудрина». При этом для инвестиций используются только уже имеющиеся рубли, причём из их суммы безоговорочно исключаются несколько сотен миллиардов рублей, «стерилизованных» на депозитах в ЦБ РФ, деньги, уже использующиеся национальной промышленностью для инвестиций, и оборотные средства предприятий. Необходимые суммы можно изъять только из средств, направляемых на личное потребление, значительную долю которых и составляют пенсионные деньги.
Расчёты, позволившие выбрать параметры реформы, были выполнены, в частности, Научно-исследовательским финансовым институтом (его молодого директора В. C. Назарова некоторые по ошибке считали автором всей пенсионной реформы); предполагается, что в процессе ускоренного роста экономики РФ будут созданы новые высокотехнологичные рабочие места, а потому конфликтной конкуренции на рынке труда не возникнет.
Изложенный подход, однако, не у всех вызывает доверие, поскольку обещания добиться улучшения экономической ситуации и вхождения России «в пятёрку крупнейших экономик мира» давались президентом неоднократно, а
Фонд национального благосостояния в своё время учреждался (по официальным декларациям) в том числе и для решения долгосрочных проблем пенсионной системы. Но главная цель Фонда — «стерилизация» нефтедолларов из-за боязни инфляции — в рамках монетаризма исключает возможность эмиссии рублей для любых целей.

## Ключевые даты продвижения законопроекта
| Фракция            | За                     | Против                 | Возд.                  | н/г                    |
| ------------------ | ---------------------- | ---------------------- | ---------------------- | ---------------------- |
| «Единая Россия»    | 328                    | 1                      | 0                      | 8                      |
| КПРФ               | 0                      | 42                     | 0                      | 0                      |
| ЛДПР               | 0                      | 37                     | 0                      | 2                      |
| «Справедл. Россия» | 0                      | 22                     | 0                      | 1                      |
| Внефракционные     | 0                      | 2                      | 0                      | 0                      |
| Всего              | 328                    | 104                    | 0                      | 18                     |
| Итог               | принят в первом чтении | принят в первом чтении | принят в первом чтении | принят в первом чтении |

| Фракция            | За                      | Против                  | Возд.                   | н/г                     |
| ------------------ | ----------------------- | ----------------------- | ----------------------- | ----------------------- |
| «Единая Россия»    | 324                     | 0                       | 1                       | 15                      |
| КПРФ               | 1                       | 41                      | 0                       | 0                       |
| ЛДПР               | 1                       | 0                       | 0                       | 39                      |
| «Справедл. Россия» | 0                       | 17                      | 0                       | 6                       |
| Внефракционные     | 0                       | 1                       | 0                       | 1                       |
| Всего              | 326                     | 59                      | 1                       | 64                      |
| Итог               | принят во втором чтении | принят во втором чтении | принят во втором чтении | принят во втором чтении |

| Фракция            | За                       | Против                   | Возд.                    | н/г                      |
| ------------------ | ------------------------ | ------------------------ | ------------------------ | ------------------------ |
| «Единая Россия»    | 330                      | 1                        | 0                        | 9                        |
| КПРФ               | 0                        | 42                       | 0                        | 0                        |
| ЛДПР               | 1                        | 22                       | 0                        | 17                       |
| «Справедл. Россия» | 0                        | 17                       | 0                        | 6                        |
| Внефракционные     | 1                        | 1                        | 0                        | 1                        |
| Всего              | 332                      | 83                       | 0                        | 35                       |
| Итог               | принят в окончат. чтении | принят в окончат. чтении | принят в окончат. чтении | принят в окончат. чтении |

| За   | Против | Возд.  | н/г    |        |
| ---- | ------ | ------ | ------ | ------ |
| 149  | 5      | 3      | 13     |        |
| Итог | принят | принят | принят | принят |

- 14 июня — объявление правительством России о планах пенсионной реформы;
- 16 июня — внесение правительственного законопроекта № 489161-7 о пенсионной реформе в Госдуму;
- 18 июня — рассылка законопроекта в регионы РФ для изучения;
- 19 июля — принятие законопроекта Госдумой в первом чтении;
- 21 августа — парламентские слушания по пенсионной реформе[109];
- 29 августа — телеобращение В. В. Путина с оценкой законопроекта;
- 24 сентября — окончание сбора поправок[110];
- 26 сентября — второе чтение пенсионного законопроекта в Госдуме[11][12][111];
- 27 сентября — третье чтение законопроекта;
- 3 октября — рассмотрение Совфедом[17], подписание документа президентом[112], официальное опубликование[20].

За два дня до второго чтения, 24 сентября, состоялось заседание профильного комитета. При втором чтении депутаты перед окончательным голосованием отдельно голосовали за списки поправок. Список от президента был одобрен единогласно, хотя оппозиционные фракции выступили в целом против реформы.
После состоявшегося третьего, формального, чтения законопроект поддержал Совет Федерации.
3 октября 2018 года Федеральный закон № 350-ФЗ «О внесении изменений в отдельные законодательные акты Российской Федерации по вопросам назначения и выплаты пенсий» подписал президент России Владимир Путин. Согласно статье 11, этот закон вступил в силу с 1 января 2019 года, ряд его положений вступил в силу с 1 января 2025 года.

## Сторонники и противники реформы
Отношение — положительное или отрицательное — к намеченным пенсионным изменениям как простых граждан России, так и политиков почти не менялось с момента появления законопроекта. Внесённые после первого чтения поправки (важные, но не кардинальные) также мало кого из противников превратили в сторонников или наоборот.
Подавляющая часть россиян из всех регионов страны, КТР, члены ФНПР и узкопрофессиональные профсоюзы (врачей и учителей, работников РАН и др.) безоговорочно отвергали идею подъёма пенсионного возраста.

### Государственные и партийные деятели

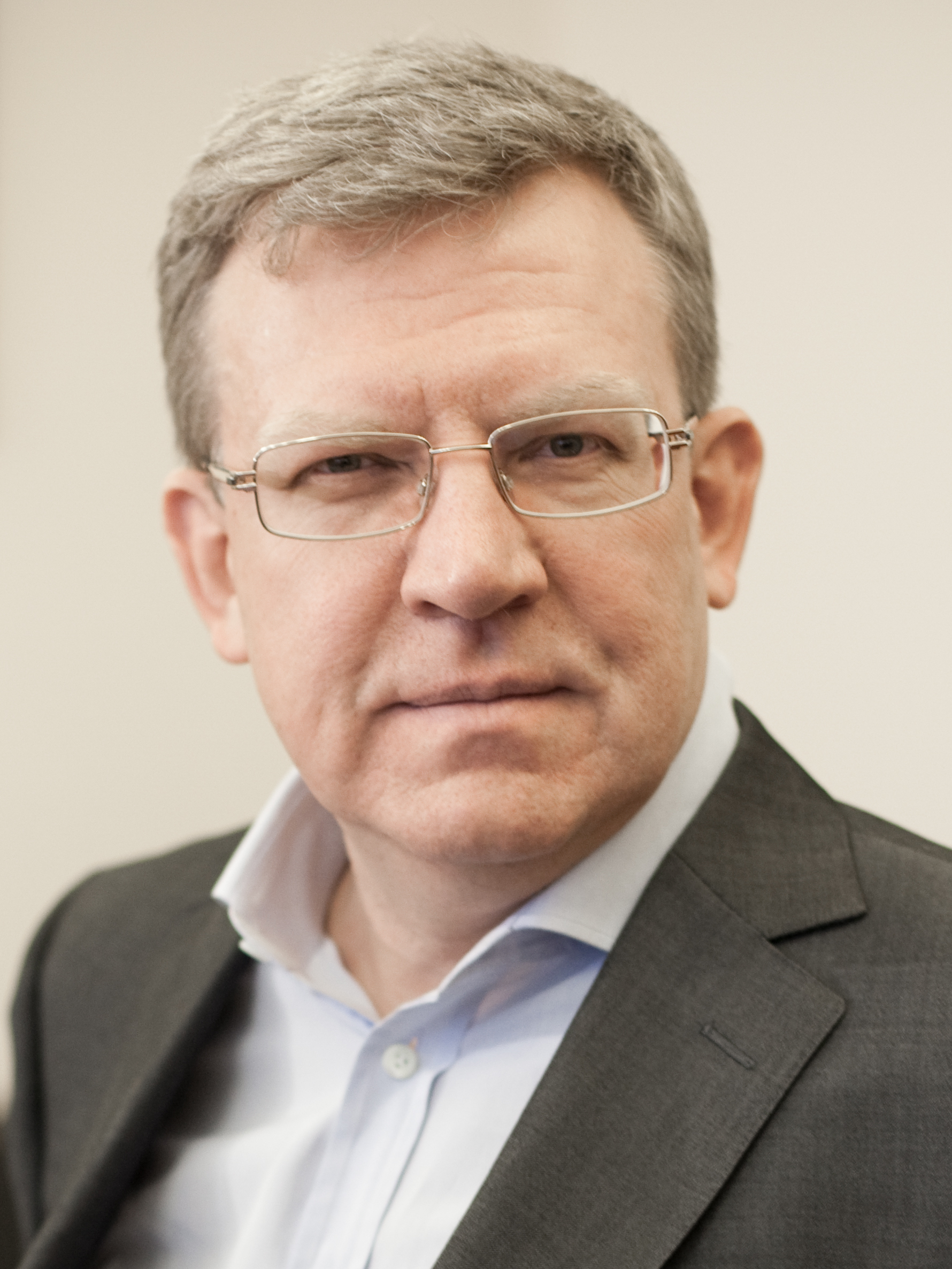
А. Л. Кудрин, один из идеологов реформы

Сторонниками реформы являются правительство РФ во главе с председателем Д. А. Медведевым, большинство видных членов партии «Единая Россия», председатель Совета Федерации В. И. Матвиенко (настаивавшая на безотлагательном подъёме пенсионного возраста), председатель Счётной палаты А. Л. Кудрин (сожалевший, что не инициировал реформу ранее, когда был министром финансов), нынешний министр финансов А. Г. Силуанов. Законопроект поддержали Г. О. Греф, О. Ю. Васильева, В. И. Скворцова, С. Н. Катырин, А. С. Калинин и ряд других государственных чиновников, Партия пенсионеров России (представляющая интересы уже вышедших на пенсию граждан), некоторые деятели культуры.

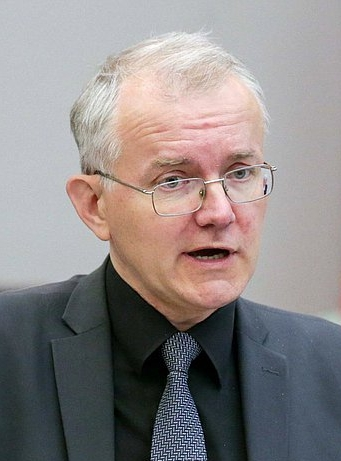
О. В. Шеин, критик реформы

Противниками реформы выступили все оппозиционные фракции в Госдуме и их лидеры: ЛДПР (В. В. Жириновский), СР (С. М. Миронов), КПРФ (Г. А. Зюганов). Публично заявляли о неприемлемости реформы О. Г. Дмитриева, О. В. Шеин. Большинство непарламентских партий, в частности, «Яблоко», официально не одобрило идею о повышении возраста выхода на пенсию.

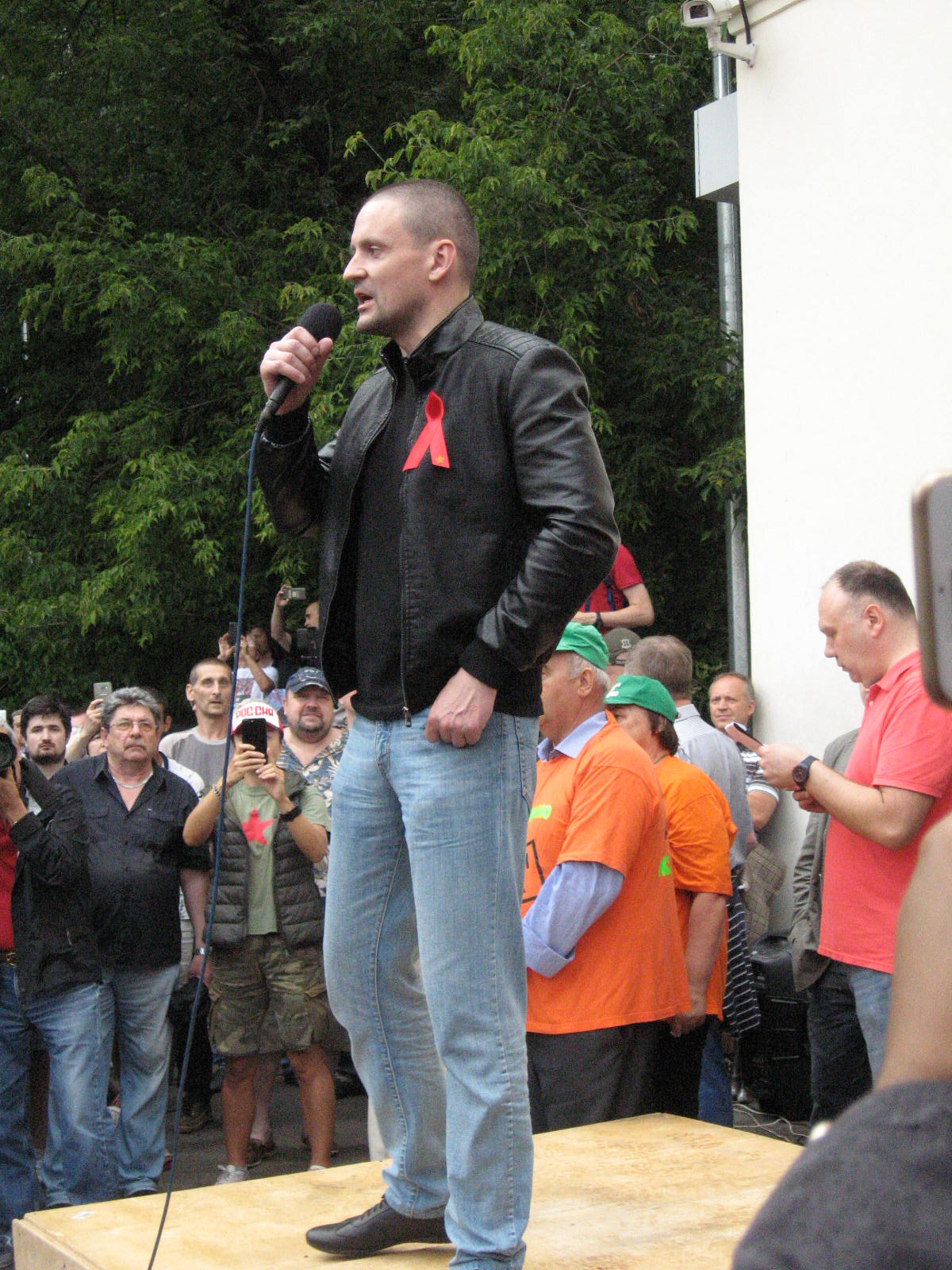
Координатор Левого фронта С. Удальцов на митинге 18 июля 2018 г.

Против законопроекта о пенсионной реформе в первом чтении проголосовала беспартийная Наталья Поклонская, став единственным депутатом Госдумы от «Единой России», который пошёл на такой шаг. Позднее Поклонская в своём аккаунте в Facebook заявила, что сомнений в принятии закона о пенсионной реформе нет, но она всегда поступала и будет поступать по совести. Ряд СМИ ошибочно воспринял это как заявление о том, что она изменила своё мнение. Позже Поклонская заявила, что её позиция уже сформирована и она теперь [перед вторым чтением] дорабатывает поправки, которые планирует внести в проект.
Из известных экс-спортсменов, являвшихся депутатами Госдумы, единственным выступившим против реформы стал справедливоросс Валерий Газзаев.

### Представители региональных властей
Властям всех 85 субъектов РФ было предложено до 17 июля представить в Госдуму отзывы на законопроект. Отзывы пришли из 77 регионов — от соответствующего заксобрания, губернатора либо от обеих ветвей власти. Восемь губернаторов (нескольким из них осенью предстояли выборы), а также собрания двенадцати регионов России (Дагестан, Чеченская Республика, Якутия, Камчатский край, Владимирская, Иркутская, Кемеровская, Омская, Орловская, Ярославская области, Москва, Еврейская автономная область) не дали ответа, кроме того, около десятка парламентских отзывов не было засчитано из-за нарушений.
В итоге председатель комитета Госдумы Ярослав Нилов констатировал, что 60 субъектов выступило «за», а выступивших «против» нет (регион считается высказавшимся «за» («против»), если обе ветви власти поддержали (отвергли) законопроект.)
Поддержка законопроекта на местах была связана с тем, что по состоянию на лето 2018 года «Единая Россия» имела в каждом региональном парламенте большинство депутатов, достаточное для принятия решения без учёта мнения других партий. Так, 10 депутатов Псковского областного собрания депутатов от четырёх политических партий проголосовали против одобрительного отзыва, но он всё равно был принят. Отдельные представители оппозиции жёстко выступали против повышения пенсионного возраста, а двум депутатам от КПРФ в связи с их речами даже пригрозили уголовными делами на предмет экстремизма. Губернаторы, поддерживая реформу, зачастую не афишировали это в своих регионах, опасаясь за репутацию перед населением.
По некоторым данным, Ярославская областная дума дала отзыв, в котором назвала проект непродуманным и отметила, что его нововведения вызовут социальную напряжённость и подорвут доверие граждан (после такого отзыва глава ярославского отделения «Единой России» Михаил Боровицкий лишился партийной должности). Против реформы высказался губернатор Иркутской области Сергей Левченко (КПРФ), заметивший, что повышения пенсии можно достигнуть через увеличение производительности труда.

### Лидеры крупных профсоюзов
Руководители, депутаты (члены профсоюзов, избранные по спискам разных партий) и рядовые члены наиболее крупных профсоюзов давали разные оценки предложенной правительством реформе — от резко негативных до поддержки при голосовании в Государственной думе.
Категорически против выступила Конфедерация труда России (КТР), создавшая петицию против реформы на портале Change.org. Руководитель КТР Борис Кравченко заявил, что профсоюз не устроит компромисс со стороны власти в виде некоторого снижения предлагаемого в законопроекте возраста выхода на пенсию.
Исполком Союза профсоюзов России (СПР) на своём официальном сайте разместил заявление о категорическом несогласии с повышением пенсионного возраста.
Члены ФНПР и её председатель М. Шмаков выступили против повышения пенсионного возраста. Источник утверждает, что на встрече Трёхсторонней комиссии ФНПР пошла на уступки, но по другим данным на заседание правительства 28 июня 2018 г. представителей ФНПР не пригласили как раз из-за «несговорчивости». Те лидеры ФНПР, которые были избраны депутатами Госдумы от партии «Единая Россия» (Андрей Исаев, Светлана Бессараб, Валентина Кабанова, Андрей Ветлужских), 19 июля проголосовали за законопроект, а все остальные — против. Алексей Навальный обвинил входящие в Федерацию профсоюзы в подконтрольности властям. Однако уже 18 июня ФНПР разослала циркуляр о действиях в связи с планами правительства: рекомендовалось «проводить с соблюдением… законодательства митинги, шествия, пикеты… против повышения пенсионного возраста», причём отделения ФНПР реально участвовали в большом числе протестных акций или организовывали их сами. Высветился конфликт между интересами избирателей и членов профсоюзов, и фракционной дисциплиной части депутатов.
Председатель «Соцпрофа», депутат Государственной думы от «Единой России» Сергей Вострецов проголосовал за предложенную правительством реформу (сделав ряд оговорок) и заявил, что «не надо хлопать крыльями по корпусу» и что без реформы «через 2—3 года мы не сможем людям пенсии платить вообще». Вострецов раскритиковал Бориса Кравченко, заявив что тот единственный возражает против реформы, и, возможно, даже «получает ресурсы из-за рубежа».

### Реакция президента России В. В. Путина
Президент России В. В. Путин 20 июля 2018 года, на следующий день после принятия в Госдуме законопроекта в первом чтении, заявил, что ему «так же, как и большинству россиян, не нравится ни один вариант повышения пенсионного возраста», призвав, однако, «думать о перспективе, так как без реформ система в конце концов просто „лопнет“». При этом Путин пообещал выслушать все мнения.
Почти до конца лета других высказываний президента о реформе не последовало (в сети появлялись лишь разные слухи о его возможной точке зрения). Только 29 августа, учитывая экстремальную важность темы и напряжение в обществе, Путин изложил позицию по законопроекту в тридцатиминутном телеобращении; трансляцию вели несколько центральных каналов.
Президент в своей речи предложил некоторое смягчение реформы для женщин: рекомендовал новую пенсионную возрастную планку 60 лет, при этом женщинам с тремя детьми президент «позволил» в будущем получать пенсию начиная с 57 лет, а тех, у кого пять детей и больше, «отпустил» с работы в 50 лет. «План» в отношении мужчин не поменялся: им предложено поднять возраст выхода на пенсию с 60 до 65 лет.
Выступление президента прокомментировал лидер КПРФ (эта партия является одним из основных оппонентов планам правительства), сказав, что его мнение о грабительском характере реформы не изменилось и что партия продолжит протестные действия.
2 октября Путин неожиданно заявил, что пенсионная реформа, после внесённых поправок в законопроект, не даст выигрыша для бюджета, как это предполагалось на более ранних стадиях обсуждения.
На ежегодной большой пресс-конференции 20 декабря 2018 года президент констатировал безальтернативность реформы, повторив обычные «демографические» объяснения и отметив, что если не поднять пенсионный возраст с 2019 года, то через 5—7 лет это придётся сделать резко и без какого-либо переходного периода.

## Позиции идеологов реформы, контраргументы
Идеологи и критики реформы оказались в состоянии конфронтации; основные позиции сторон систематизированы в таблице.
| утверждения идеологов реформы | соответствующие контраргументы |
| --- | --- |
| Пенсионный возраст «60 (55)» установлен в начале 1930-х, когда продолжительность жизни в СССР составляла около 40 лет, сейчас она — 72,7 года | Низкая средняя продолжительность жизни в 1920-е годы обусловливалась высокой младенческой смертностью и не связана с пенсионной проблематикой. Число «72,7» относится к прогнозируемой Росстатом продолжительности жизни родившихся в 2017 году, а не тех, кому предстоит выход на пенсию |
| В странах Запада пенсионный возраст установлен на уровне 65 лет и выше. Почти все страны Восточной Европы и бывшего СССР на 2018 год также уже повысили пенсионный возраст. Лишь за 2010—2016 годы о росте пенсионного возраста было объявлено в 72 странах          | Нельзя оперировать только одним параметром, заминая другие: в большинстве из тех стран доходы населения и продолжительность жизни выше, чем в России. Также есть мнение, что больший календарный стаж на Западе сочетается с меньшим числом отработанных за год часов, а сравнение отработанных за весь стаж часов — не показывает значительного отличия от РФ                                                |
| Исследования, обосновавшие выбор пенсионного рубежа «60/55 лет», проводились давно — в 1920-е годы. Сейчас продолжительность жизни в России ощутимо повышается | Она заметно повышается только в сравнении с 1990-и годами; по сравнению же с 1960-ми повышение небольшое, причём свидетельств улучшения здоровья и работоспособности пожилых граждан нет, и есть многочисленные свидетельства обратного. Пенсионный возраст не был снижен в период резкого снижения продолжительности жизни в 90-е                                                                            |
| Из-за старения населения на одного пенсионера приходится меньше работающих членов общества, чем в советское время | Такие соотношения не показательны: они не учитывают возросшую за счет автоматизации производительность труда. Не учтено также сокращение числа детей, приходящихся на 1 работающего (в итоге доля иждивенцев в населении РФ почти не меняется), что значительно снижает расходы государства на воспитание и образование, а женщины при этом реже отрываются от работы для ухода за малышами                   |
| Повышение пенсионного возраста является безальтернативным и срочным решением, так как без него вся пенсионная система РФ рухнет. Иные способы оздоровления пенсионной системы либо не дадут значимого эффекта, либо сделают страну уязвимой для падения цен на нефть | Существуют иные способы оздоровления пенсионной системы, включающие пресечение нелегальной занятости (сейчас из 77 млн работающих отчисления в ПФР платят 44 млн, остальные работают неофициально), введение прогрессивной шкалы налогообложения, увеличение выплат бизнеса в Пенсионный фонд, оптимизацию деятельности самого Пенсионного фонда РФ, введение государственной монополии на торговлю алкоголем |
| Повышение пенсионного возраста поможет бороться с ростом дефицита Пенсионного фонда и дотаций фонду из госбюджета | Предполагаемый антиэффект от безработицы, снижения цены труда, медицинских и социальных проблем, уменьшения льгот пенсионерам перекроет все финансовые плюсы |
| Повышение пенсионного возраста выгодно уже вышедшим на пенсию лицам, а в перспективе и тем, кто выйдет на неё с задержкой | Выгода пенсионеров сведётся к прибавке 12 000 руб. в год, а ежегодные потери их чуть более молодых родственников, лишённых пенсии (в допущении, что деньги на пенсии где-то нашлись бы без ущерба для экономики), превысят этот масштаб на порядок; потери граждан предпенсионного возраста за счёт лишения пенсионных льгот многократно превышают их будущую прибавку к пенсии                               |
| Россияне 55—65 лет ещё вполне способны работать и являются активной категорией граждан | Бывает по-разному, во многих регионах просто не найти работы после 50 лет, не говоря уже о 60. По опыту и наблюдениям людей, средняя продолжительность жизни в момент обсуждения реформы такова, что Пенсионный фонд нередко получает отчисления от граждан, но ничего им не выплачивает из-за смерти до достижения даже не повышенного пенсионного возраста                                                  |
| Период дожития пенсионеров в РФ (продолжительность жизни после выхода на пенсию) сравним с аналогичным показателем в развитых странах | Да, этот период сравним. И если рассматривать лишь тех, кто не умер до пенсии, то получается, что подъём пенсионного возраста влияет на продолжительность дожития слабо. Но ситуация в РФ отличается большой долей не доходящих до пенсионного рубежа мужчин (из-за бедности, плохих условий труда и медобслуживания), и в рассуждениях нельзя не учитывать вклад этих людей в пополнение ПФР                 |
| Пенсионная тема обсуждалась ранее, решение о пенсионном возрасте нельзя считать внезапным, а ссылаться на очень давние слова В. В. Путина о неповышении неправильно                                                                                                  | Обсуждений было мало, властными структурами не раз декларировалось отсутствие намерений сдвигать возраст пенсии; президент не заявлял об изменении своей давней позиции (вплоть до лета 2018 года) |

## Ожидаемые последствия принятия законопроекта

### Положительные аспекты
Благодаря реформе ПФР сэкономит около 800 млрд руб., из которых порядка 700 млрд руб. пойдут на увеличение пенсий тем, кто уже стал пенсионером. По расчётам Минтруда РФ, индексация страховых пенсий неработающим пенсионерам в 2019 году составит около 7 %, что выше инфляции, оцениваемой в 3—4,5 %. Сопоставимая индексация продолжится и далее, так что размер средней пенсии к 2024 году должен достичь 20 тыс. руб./мес. Государственные дотации в ПФР при этом уменьшатся, что поможет выполнению новых (2018 г.) майских указов президента России.
Накопительная часть пенсии не дожившего до пенсионного возраста работника в РФ может быть передана его наследникам, но не все знают о данной возможности. Рост пенсионного возраста увеличит поступления в ПФР (люди будут больше работать и платить отчисления), снизит его расходы на выплату пенсий (меньше работников доживёт до возросшего пенсионного возраста) и в итоге — улучшит показатели экономической эффективности фонда за счёт такого «социального» эффекта.
Высказывались также соображения о потенциально положительном влиянии реформы на здоровье остающихся в строю лиц с отложенным выходом на пенсию (правда, тогда, вместо реформы, следовало бы создавать рабочие места для пожилых граждан и пропагандировать занятость при сохранении заслуженных пенсионных выплат).

### Социальные угрозы и опасности
Ввиду крайне негативного отношения россиян к намеченной реформе существует опасность масштабных публичных протестов, сравнимых с имевшими место в 2005 году в связи с решением о монетизации льгот, вплоть до угрозы социального взрыва.
Было мнение, что законопроект вступал в противоречие с Конституцией РФ. Так, ч. 2 ст. 55 Конституции гласит: «В Российской Федерации не должны издаваться законы, отменяющие или умаляющие права… гражданина». Однако реформой изменяются в сторону ухудшения (умаляются) права граждан, касающиеся выхода на пенсию. Кроме того, нарушается ч. 1 ст. 19 Конституции: «Все равны перед законом…», поскольку «отсроченные» пенсионеры будут, по новому закону, явно не равны сегодняшним гражданам-пенсионерам. В октябре, уже после принятия закона о пенсионной реформе, представители КПРФ заявляли о намерении добиваться её корректировки через Конституционный суд (КС). В декабре 2018 года группа депутатов Госдумы от оппозиции обратилась в КС с запросом о проверке соответствия решения о повышении пенсионного возраста Конституции РФ. 2 апреля 2019 года КС своим определением отказался рассматривать этот запрос, объяснив отказ тем, что установление пенсионного возраста является прерогативой законодателя (то есть Госдумы), а не предметом регулирования Конституции.
В социально-экономической плоскости назывались следующие возможные опасности при реализации реформы: рост бедности (многие лишённые пенсии граждане окажутся без средств к существованию), безработицы (из-за избытка рабочей силы) и соответственно — преступности, нагрузки на работодателей (вынужденных под давлением трудоустраивать несостоявшихся пенсионеров); массовый уход от выплат в ПФР по «серым» схемам (что станет выгодным для пожилых граждан); депрессия, разрушение традиционного уклада семей (бабушки и дедушки, пенсия которых отодвигается, не смогут поддержать более молодых родственников в быту); утрата доверия к власти (в связи с односторонним нарушением «социального контракта» гражданина и государства); увеличение числа оформленных инвалидов (и по объективным причинам, включая плохие условия труда, и нечестным путём ради пособия); проблемы для молодых специалистов (из-за отсутствия карьерных перспектив).

### Проблемы охраны труда
Экспертами высказывались мнения, что при повышении пенсионного возраста усугубятся проблемы, связанные с профессиональными заболеваниями, и произойдёт сокращение продолжительности жизни.
Система охраны труда и государственного контроля за работодателями в этой сфере в России неэффективны; подавляющее большинство профессионально-обусловленных заболеваний не регистрируется, как и несчастные случаи без смертельного исхода. Объективно, условия труда россиян демонстрируют неуклонную тенденцию к ухудшению: так, с начала 2000-х по 2013 год доля рабочих мест с вредными условиями труда возросла с ~17 до ~40 %. Затем произошли (чисто формальные, на бумаге) стабилизация и даже снижение этого показателя — как следствие приравнивания выдачи работникам средств индивидуальной защиты (СИЗ) к улучшению условий труда, противоречащего ратифицированной РФ конвенции МОТ № 148. Также изменились методики оценки вредных производственных факторов. Это позволило, например, без реальных улучшений условий труда «сократить» долю вредных рабочих мест при подземной добыче полезных ископаемых с 82,3 до 73,9 %. Ответственное за государственную политику в области охраны труда Министерство труда (ранее МЗСР) с 1990-х годов не создало эффективных механизмов стимулирования работодателей улучшать условия труда и не приняло никаких превентивных мер даже перед предложенной пенсионной реформой.

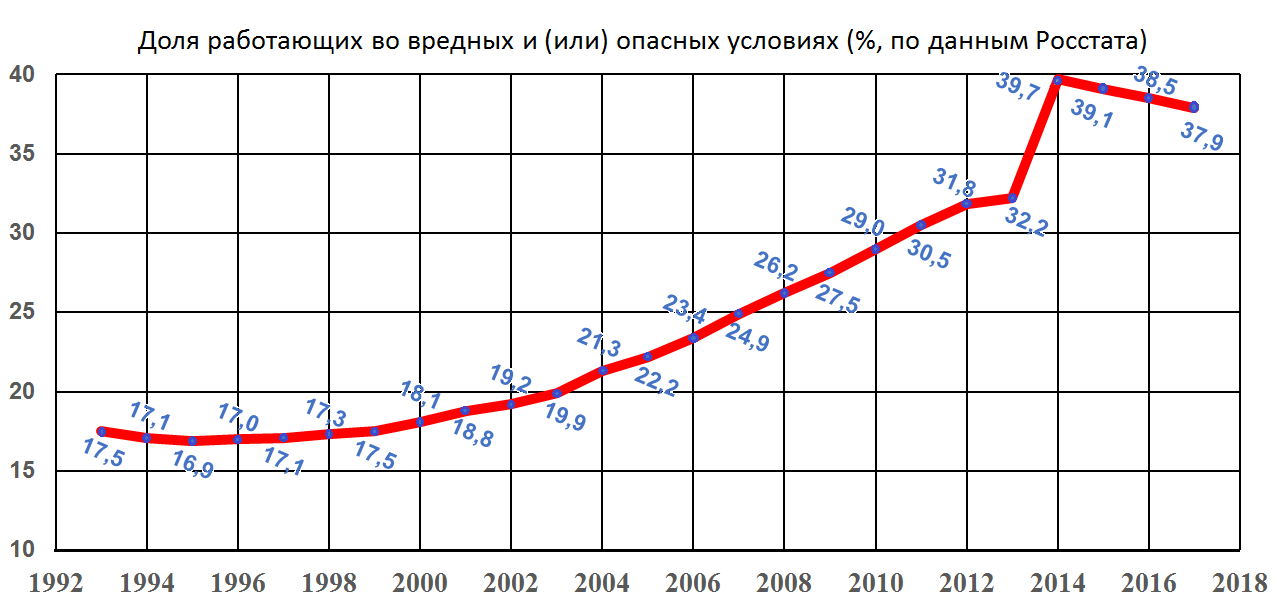
Динамика изменения доли работающих во вредных и (или) опасных условиях в РФ, по данным Росстата. Спад после 2014 г. может объясняться тем, что принятый закон 426-ФЗ стал приравнивать выдачу СИЗ к улучшению условий труда; и изменениями в методиках оценки условий труда

Влияние вредных производственных факторов вызывает ускоренное биологическое старение организма даже при концентрации вредных веществ ниже ПДК. По мнению Н. Ф. Измерова и других специалистов по гигиене труда, воздействие таких факторов ощутимо поднимает смертность трудоспособного населения (в России она в 4,5 раз выше, чем в Евросоюзе, в 2,5 раз выше, чем в развитых странах, и в 1,5 раз выше, чем в развивающихся странах). Признано, что в основу разработки критериев профессиональных рисков должен быть положен учёт именно биологического, а не календарного старения, что в ряде случаев, например на железнодорожном транспорте, даёт право на досрочный выход на пенсию. Упомянутая выше тенденция неуклонного ухудшения условий работы широких слоёв работников в постсоветские годы приводит к ускорению биологического старения. Однако вместо мер по улучшению условий труда, или хотя бы адекватного понижения пенсионного возраста — реформа предполагает его увеличение. Это научно не обоснованное повышение может вызвать не только сокращение продолжительности жизни более уязвимых пожилых работников, ухудшение их здоровья, но и рост травматизма и учащение аварий из-за человеческого фактора, а также нанести экономический ущерб вследствие падения производительности труда и снижения качества выпускаемой продукции, вызванных де-мотивацией работников.
Российский профсоюз работников культуры (РПРК) обращался к президенту с требованием научно и медицински обосновать возраст выхода на пенсию с учётом статистических данных о профессиональной заболеваемости.

## Статистические данные об общественном мнении

### Результаты текущих опросов
Все результаты опросов свидетельствовали об отторжении реформы российским обществом:
| Дата            | Опрос проводил  | Кол-во опрошенных | Положительно | Отрицательно | Безразлично | Затрудняюсь ответить |
| --------------- | --------------- | ----------------- | ------------ | ------------ | ----------- | -------------------- |
| 9 сентября 2018 | ФОМ             | 1500              | 11 %         | 75 %         | 11 %        | 3 %                  |
| 1—31 июля 2018  | «Банки Сегодня» | 7980              | 3,9 %*)      | 78,6 %       | —           | —                    |
| 29 июня 2018    | ФОМ             | 1500              | 6 %          | 80 %         | 10 %        | 3 %                  |
| 22—26 июня 2018 | Левада-Центр    | 1600              | 7—8 %        | 89—90 %      | —           | 3 %                  |
| 14 июня 2018    | Ромир           | 1500              | 8 %          | 92 %         | —           | —                    |

*)ещё 14,7 % респондентов были бы готовы принять идею, если бы новый целевой возраст для мужчин (женщин) составил не более 62 (60) лет, а 2,8 %, не отвергая реформу, предлагали свои варианты её корректировки
Кроме того, после появления законопроекта радикально снизились рейтинги доверия россиян к правительству, к президенту и к партии власти «Единая Россия». Так, рейтинг «Единой России», поддержавшей законопроект в первом чтении, по данным ВЦИОМ на 22 июля, упал до 37,5 % (в начале 2018 года он составлял 53,2 %).
В конце июля о готовности персонально участвовать в акциях протеста заявили 37 % россиян, в конце августа (но до телеобращения президента) — 53 %. После телеобращения доля потенциальных протестующих снизилась, однако не из-за изменения отношения к реформе, а потому что многие (71 %, данные ВЦИОМ) стали «придерживаться мнения, что акции протеста не повлияют на решение властей».
Ввиду принятия осенью 2018 года закона о подъёме пенсионного возраста в декабре свыше половины граждан РФ высказались за отставку правительства, причём претензии были адресованы не лично премьеру Д. А. Медведеву, а власти в целом, включая и президента, и депутатов Госдумы, и губернаторов.

### Реформа и региональные выборы-2018
Между первым и вторым чтениями законопроекта проходил Единый день голосования 9 сентября 2018 года — масштабные региональные выборы, охватившие более половины населения страны: в частности, в 22 регионах предстояло напрямую избрать губернаторов, ещё в 16 субъектах РФ избирались депутаты местных парламентов. По оценке ассоциации «Голос», во время избирательной кампании «все кандидаты, противопоставляющие себя партии власти, использовали тему противодействия пенсионной реформе». Результат кандидатов «Единой России», худший за 11 лет, косвенно отражает отношение граждан к законопроекту; беспокойство по поводу влияния реформы на эти выборы было в администрации президента с самого начала.
Впервые с 2015 года сразу в четырёх регионах потребовался второй тур губернаторских выборов. Во втором туре кандидаты от «Единой России» в Хабаровском крае и во Владимирской области проиграли соперникам из ЛДПР со значительным отрывом, в Хакасии единоросс снялся, а в Приморье выборы сорвались (там лидировал коммунист). Также ЕР не участвовала в выборах в Орловской и Омской областях — губернаторами там стали кандидаты от КПРФ и СР соответственно. Партия власти потеряла большинство в региональных парламентах Хакасии, Иркутской и Ульяновской областей, где единороссов опередили представители КПРФ. Координатор по работе с экспертным сообществом «Единой России» бывший сотрудник администрации президента РФ К. Н. Костин оценивал негативный эффект от пенсионной реформы в 20 % от результата на выборах, высшее руководство партии по итогам выборов продемонстрировало сдержанный оптимизм.
Возможно, результаты единороссов были бы ещё хуже, если бы не следующее. КПРФ не выдвинула претендентов на посты глав четырёх регионов, где в марте её кандидат Павел Грудинин получил значительную поддержку на президентских выборах (в том числе двух, где КПРФ могла самостоятельно преодолеть муниципальный фильтр). При этом КПРФ получила ряд стимулов (так, 13 июня 2018 года Госдума решила увеличить финансирование партий в 7,6 раза, что означало дополнительное выделение КПРФ 1,2 млрд рублей; кроме того, КПРФ почти без борьбы получила мандат в Саратовском одномандатном округе на довыборах в Думу, где раньше представителем был единоросс, но единороссы на этих довыборах не стали там выдвигать своего кандидата, «отдав» округ КПРФ). Эти обстоятельства заставили предположить, что имел место политический сговор между федеральным руководством и КПРФ об ограничении участия зюгановцев в региональных выборах в условиях обсуждения пенсионной реформы.

## Момент объявления о реформе
Сколько-нибудь конкретная информация о подготовке законопроекта стала появляться с конца весны 2018 года. Ранее, вплоть до президентских выборов, пенсионная проблематика затрагивалась весьма ограниченно.
Законопроект о пенсионной реформе был представлен россиянам в день открытия Чемпионата мира по футболу 2018 (ЧМ-2018), а спустя два дня внесён в Госдуму. Некоторыми национальными и иностранными СМИ высказывалась точка зрения, что власти умышленно инициировали пенсионную реформу именно в этот период, дабы протолкнуть её на фоне футбола, в том числе используя введённые в связи с ЧМ-2018 запреты на массовые публичные выступления. Представитель КПРФ охарактеризовал такие действия как «очень подлую хитрость». Однако, по словам одного из идеологов реформы А. Г. Силуанова, «правительство, объявляя о… реформе в день старта ЧМ, ничего не подгадывало,.. это было случайным совпадением».
Для сравнения, рост пенсионного возраста в США на 2 года в своё время был объявлен заранее — за 17 лет до события.
Помимо этических аспектов, указанный выбор времени подачи законопроекта не способствовал его серьёзному обсуждению с представителями общественности (в ходе которого могли бы прозвучать не только суждения типа «да—нет», но и конструктивные предложения). Получилось, что даже партия власти «Единая Россия» оказалась неготовой разъяснять населению необходимость реформы.

## Протесты против пенсионного законопроекта

### Петиции против реформы

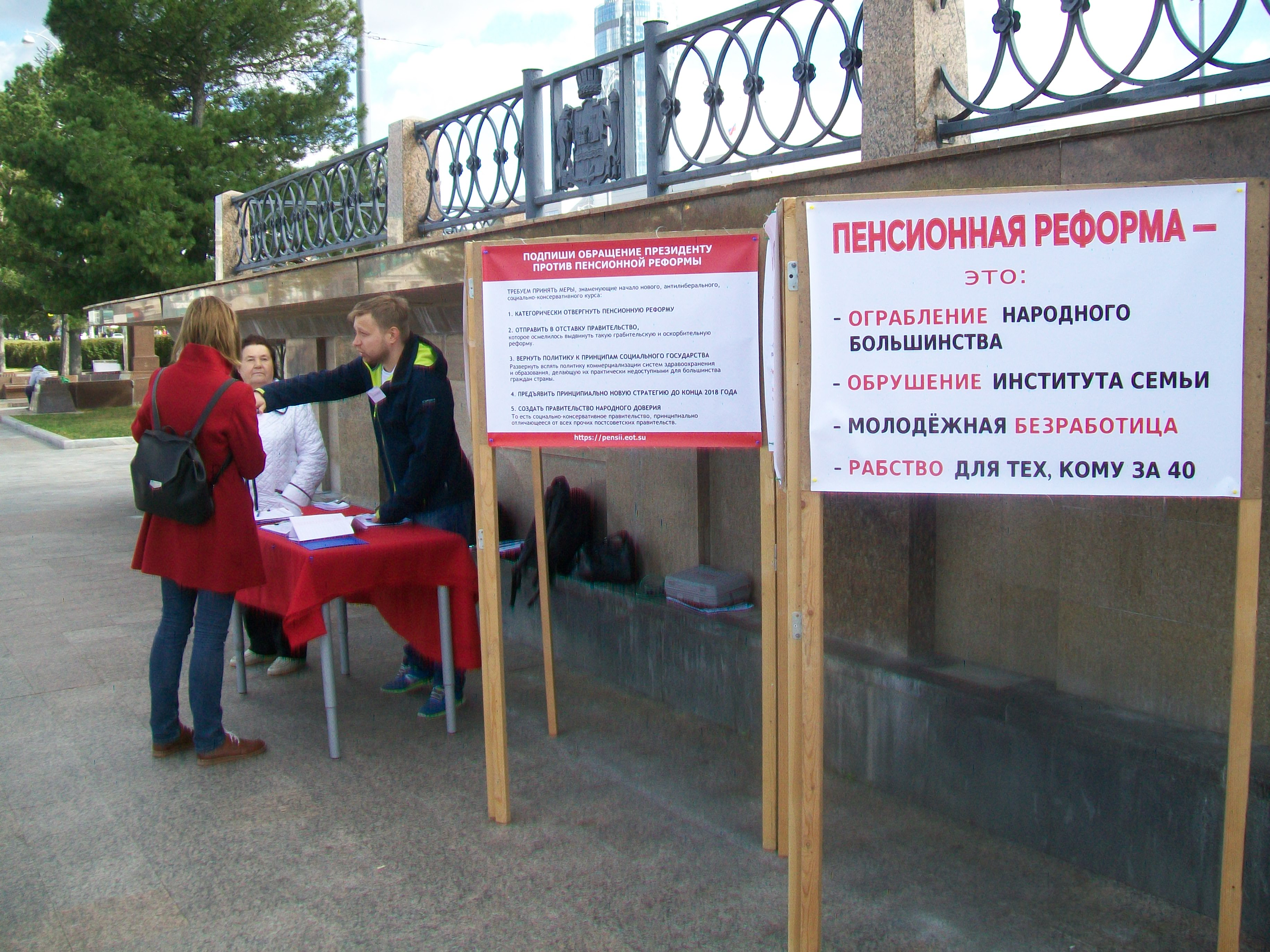
Сбор подписей волонтерами движения «Суть времени» под обращением к Путину об отмене пенсионной реформы. Екатеринбург, 15 сентября 2018 года

Почти сразу после объявления 14 июня 2018 года об утверждении Правительством РФ повышения пенсионного возраста Конфедерацией труда России (КТР) на Change.org была запущена интернет-петиция, ставящая целью отменить предлагаемую реформу. Уже к 17 июня число подписантов превысило 1 млн, к 19 июня — 2 млн, а к осени почти достигло 3 млн. В начале июля депутаты от «Справедливой России» принесли в Госдуму 12 коробок с распечатанными подписями с указанного сайта.
Три петиции против повышения пенсионного возраста были созданы на государственном портале РОИ. 18 июня по двум из них голосование закончилось (петиции набрали 100 тыс. необходимых верифицированных подписей):
- за введение конституционного закона, закрепляющего возраст выхода на пенсию по старости для мужчин в 60 лет, а для женщин — в 55 лет. При этом предлагалось вносить изменения в этот закон только через всероссийский референдум. За петицию было подано 102 185 голосов при 1508 голосах против[227];
- за сохранение пенсионного возраста (55 лет для женщин и 60 лет для мужчин) и прекращение обсуждения вопроса о его повышении «на всех уровнях законодательной власти»[228].

В отличие от Change.org, голосовать за инициативы на РОИ могут только пользователи, зарегистрированные на Портале государственных услуг. Набравшие 100 тыс. подписей инициативы на РОИ рассматриваются экспертной группой, которая либо передает их законодателю, либо отклоняет.
Подписи против законопроекта собирались и в обычной форме. Движение «Суть времени» Сергея Кургиняна по всей стране организовало сбор подписей под обращением к В. В. Путину с требованием отменить пенсионную реформу и принять ряд иных мер (в частности, создать «правительство народного доверия»). Всего было собрано более миллиона подписей; 25 сентября, перед вторым чтением в Госдуме, они были переданы в администрацию президента России. Сбор подписей против пенсионной реформы проводила также КПРФ.

### Уличные протесты

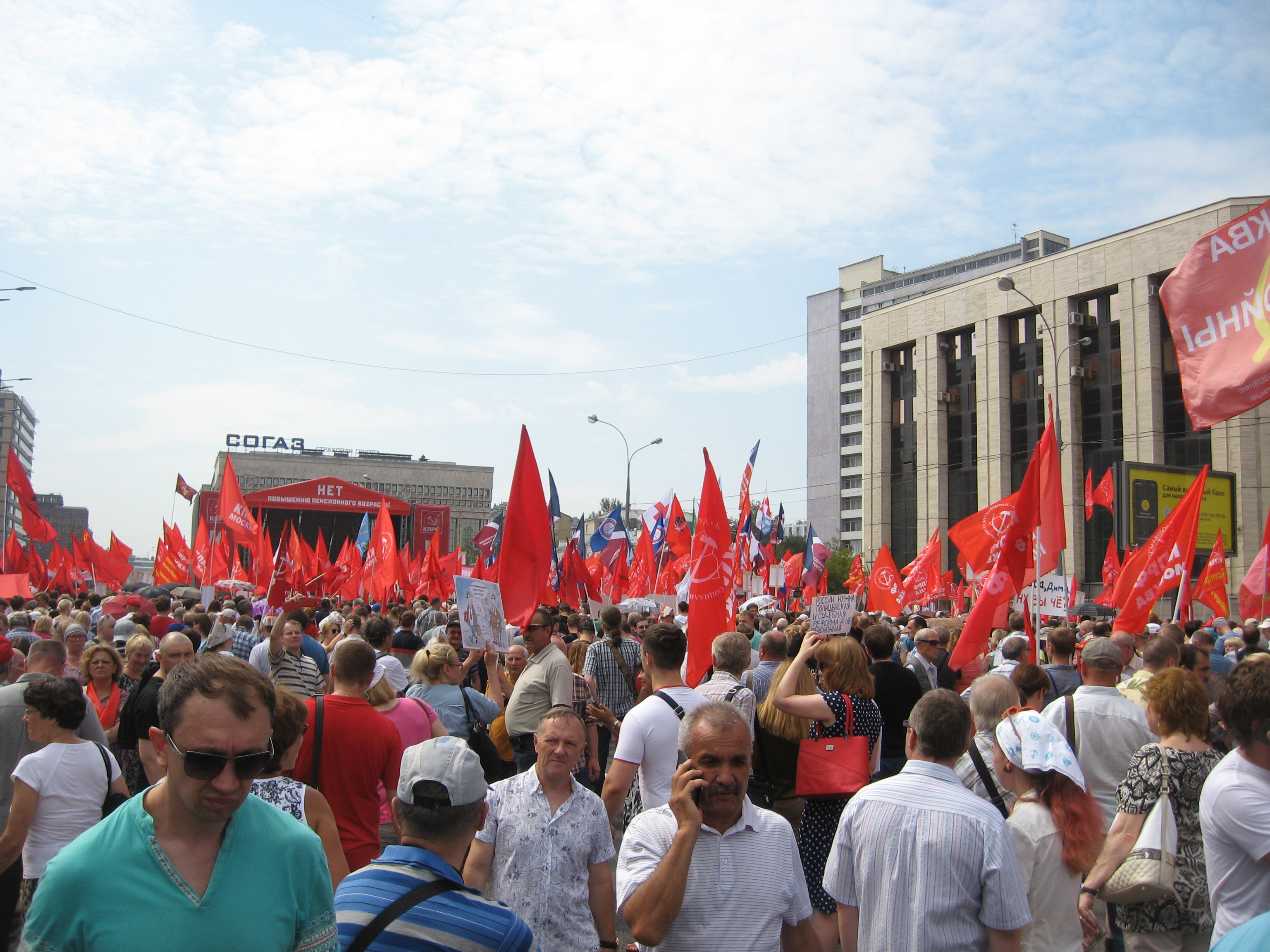
Митинг 28.07.2018 в Москве, 20 тыс. участников, другие митинги

С момента обнародования законопроекта (14 июня) и до его окончательного принятия (3 октября) по всей России проходили уличные акции протеста против реформы. Их главными координаторами явились КПРФ и СР, ФНПР, Левый фронт и лично С. С. Удальцов, а также лидер либералов А. А. Навальный. Большинство акций было разрешено властями, но в период ЧМ-2018 в тех городах, где игрались футбольные матчи, организаторам было отказано.
Наиболее массовые уличные выступления имели место 1, 18 и 28-29 июля, а также 2, 9 и 22 сентября. Например, 28 июля многотысячные митинги против изменений пенсионного законодательства состоялись в Санкт-Петербурге; Москве, Нижнем Новгороде и в других городах (Казани, Уфе, Перми, Саратове, Сыктывкаре, Костроме, Челябинске и ещё, по крайней мере, в 28 населённых пунктах). 2 сентября повсеместно прошли демонстрации и митинги, собравшие (суммарно) десятки тысяч человек. 9 сентября более чем в 80 городах состоялись крупные митинги, организованные А. А. Навальным; было задержано около тысячи участников. КТР составляла карту митингов.
Всего за второй и третий кварталы 2018 года зафиксировано 1174 уличных протестных акции против повышения пенсионного возраста.
После принятия закона о реформе активисты намеревались продолжить протестные выступления, но с середины октября уличные действия постепенно стали сходить на нет.

### Требования отставки «народных избранников»
На митинге 28 июля в Москве граждане, недовольные пренебрежением к их интересам, поддержали призыв отправить в отставку правительство и президента. Ранее аналогичное требование было высказано в Иркутске. Сбор подписей за отставку правительства проходил на митинге в Ставрополе 28 июля; была принята резолюция с требованием отставки правительства и роспуска Думы. Резолюция митинга в Пущине первым пунктом требовала отправить в отставку правительство Медведева.
В Комсомольске-на-Амуре была начата процедура отзыва депутатов областной Думы, поддержавших предложенный правительством законопроект; а действия депутатов партии «Единая Россия», являющихся членами ФНПР (и единогласно поддержавших повышение, проигнорировавших мнение большинства членов профсоюзов), осудил главный редактор центральной профсоюзной газеты «Солидарность».

### Попытка инициировать референдум
30 июня группа из представителей ЦК КПРФ и московского горкома КПРФ под руководством депутата Госдумы В. Ф. Рашкина подала в ЦИК РФ заявку на проведение всероссийского референдума о предстоявщих изменениях пенсионного законодательства.

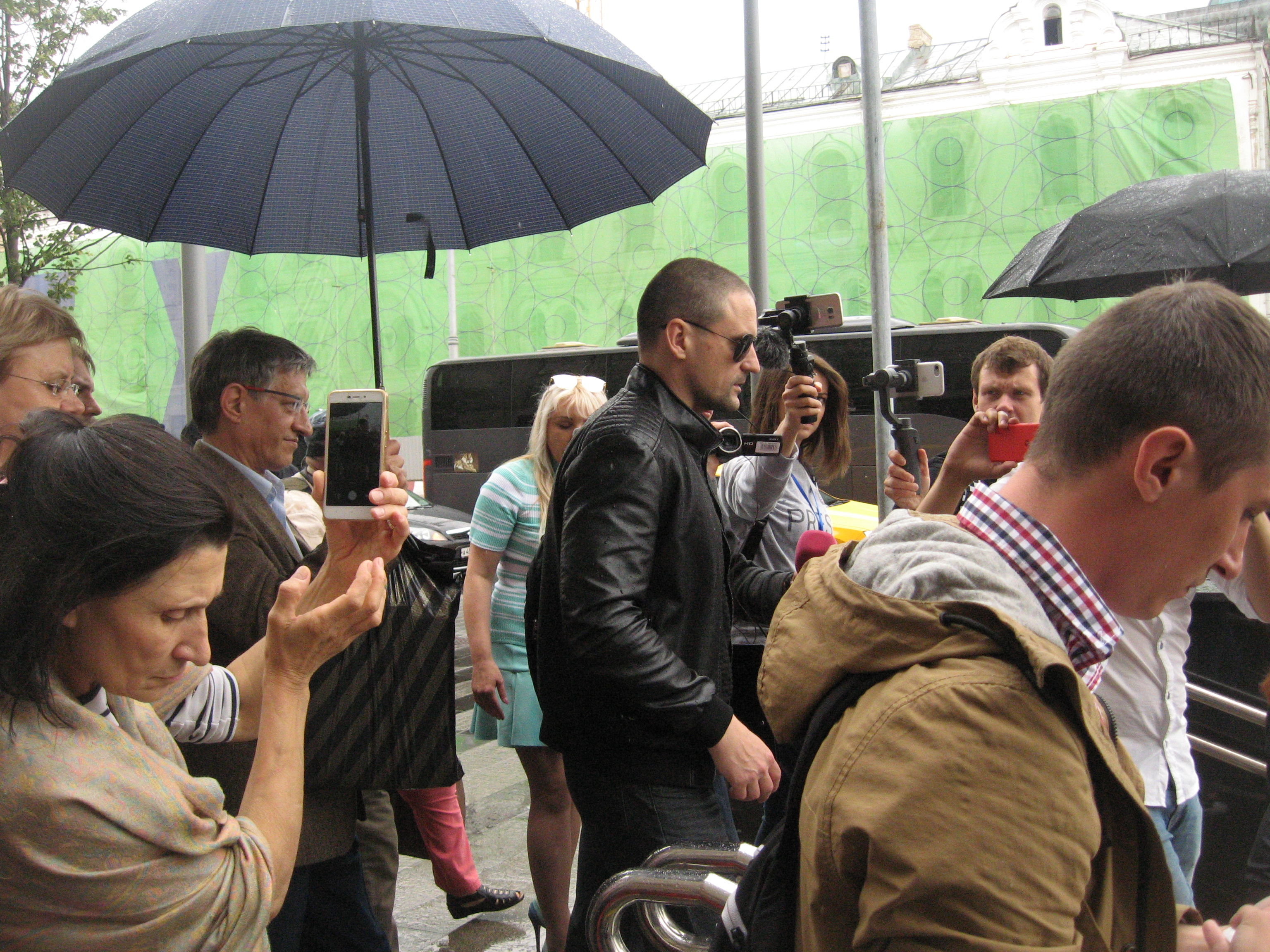
4 июля 2018 года противники увеличения пенсионного возраста подали петицию в администрацию президента РФ с требованием провести общероссийский референдум

27 июля ЦИК отказала в проведении такого референдума, обосновав это тем, что для того, чтобы ответить на задаваемый коммунистами вопрос «Согласны ли вы с тем, что в Российской Федерации возраст, дающий право на назначение страховой пенсии по старости, повышаться не должен?», надо обладать специальными знаниями.

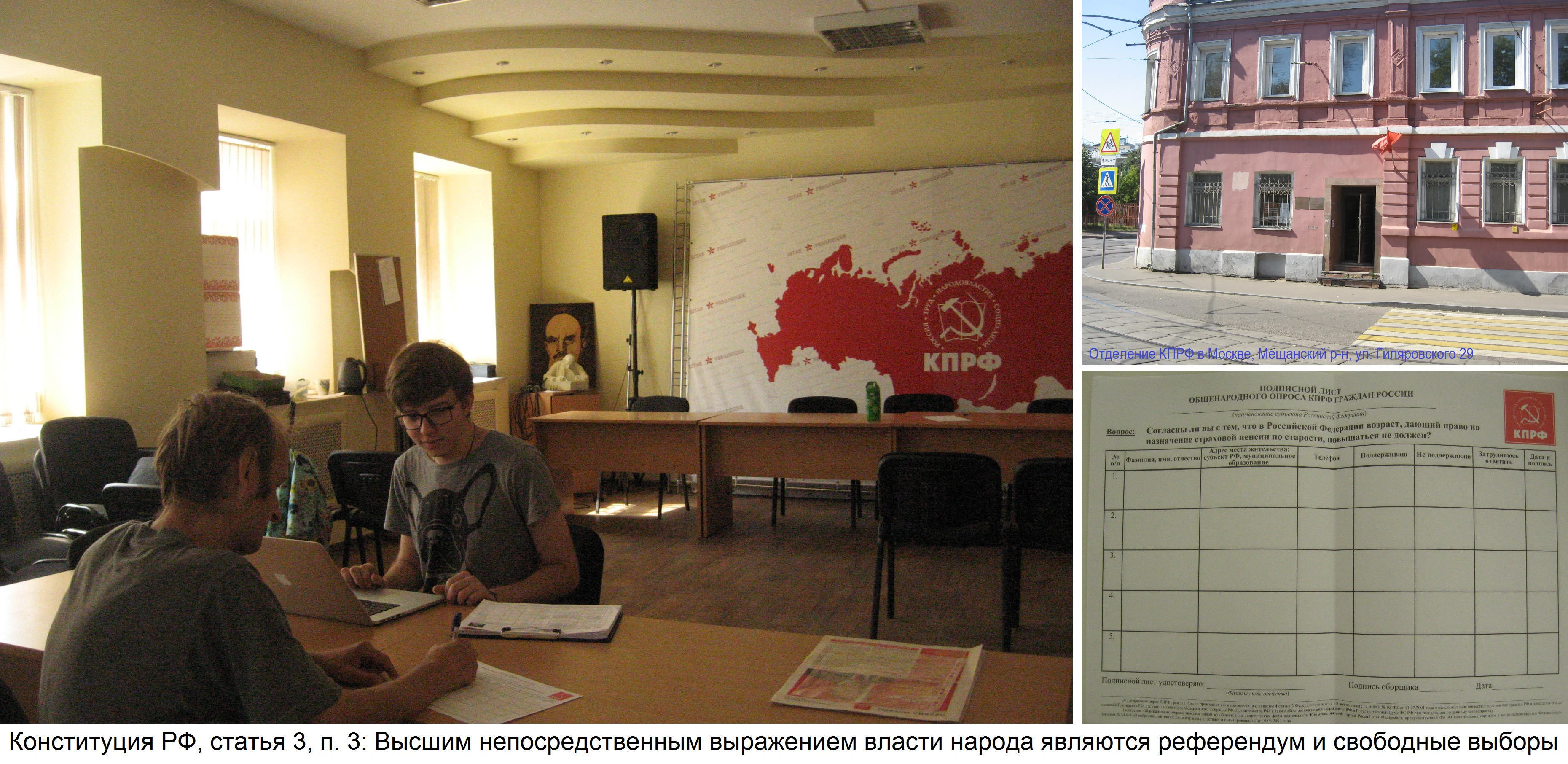
В связи с принятием в первом чтении закона, предусматривающего увеличение пенсионного возраста в РФ, были предприняты попытки провести общероссийский референдум для отмены увеличения. Сбор подписей

8 и 10 августа 2018 года ЦИК одобрила вопросы для референдума по пенсионной реформе, предложенные пятью инициативными группами, созданными союзом по работе с многодетными семьями, представителями СР, (снова) КПРФ, а также активистами из Нижегородской и Вологодской областей. По сути, это один вопрос «за или против» в разных формулировках, в итоге устроивших ЦИК. Чтобы референдум состоялся, группа-инициатор должна была зарегистрировать свои подгруппы минимум в 43 регионах России и затем собрать 2 млн подписей граждан. Глава ЦИК Элла Памфилова призывала сторонников референдума объединяться, так как в конкретном регионе не допускается регистрация нескольких подгрупп со схожими вопросами. Проблемы конкуренции инициаторов и, особенно, создания властями в ряде регионов подгрупп-спойлеров для предотвращения регистрации настоящих подгрупп проявились уже в конце августа. В итоге, пассивность подгрупп, кроме зарегистрированных от КПРФ и СР, и бюрократические придирки привели к срыву плебисцита — для оформления ходатайства о референдуме собрались представители лишь 13 регионов. По словам Рашкина, телеграммы были направлены уполномоченным всех подгрупп (при этом адреса пришлось «добывать» через ЦИК неофициальным путём), но спойлеры так и не откликнулись. В ситуации, когда ходатайство подписали только 13 региональных подгруппа вместо 43, да ещё и с неодинаковыми формулировками вопроса, отказ ЦИК был закономерным.
Сам момент окончательного отказа ЦИК затмила случившаяся в тот же день керченская трагедия. В любом случае, на момент проведения референдума (ориентировочно, с 15 января по 25 февраля 2019 года) его вопрос стал бы нерелевантным в том виде, в котором формулировался летом 2018 года, поскольку закон о повышении пенсионного возраста начинает действовать с 1 января, на что Центризбиркому указал бы Конституционный суд.
Факт вынесения ЦИК постановлений от 8 и 10 августа 2018 года свидетельствует, что вопрос о пенсионном возрасте квалифицирован как достойный общероссийского референдума. Уже после начала реформы, в 2019 году, вынести данный вопрос и три дополнительных на плебисцит пытались члены «Партии народной свободы» — собрание «стартовой» подгруппы в Москве прошло 26 мая 2019 года. Однако 6 июня Мосгоризбирком отказался регистрировать подгруппу по формальным основаниям. Аналогичная участь постигла подгруппу на Алтае. ЦИК, несмотря на наличие императивной нормы закона, просто отказалась давать оценку «референдумопригодности» предложенного блока вопросов.

### Требование ликвидировать Пенсионный фонд
Уполномоченный при президенте РФ по защите прав предпринимателей Борис Титов указал, что одной из главных причин нехватки средств на выплату пенсий в России являются непомерные и бессмысленные расходы на содержание Пенсионного фонда РФ. Инфраструктуру фонда в условиях развития информационных технологий бизнес-омбудсмен счёл затратной и ненужной, а функции Пенсионного фонда РФ предложил передать Казначейству России и Многофункциональным центрам (МФЦ). В 2018 году для обслуживания пенсионных счетов россиян ПФР содержит более 100 тысяч сотрудников, принадлежащие ему здания являются самыми роскошными во всех республиканских столицах и региональных центрах, на обслуживание самого Пенсионного фонда РФ ежегодно тратится около 1,5 % всех пенсионных накоплений россиян, а это десятки миллиардов рублей. Многочисленные здания Пенсионного фонда по всей России, согласно этому плану действий, следует передать в собственность субъектов Федерации для организации центров обучения людей старшего возраста новым квалификациям. Эти меры позволили бы государству высвободить значительные резервы для выплаты пенсий без увеличения пенсионного возраста.

## Медийное освещение
В период до президентских выборов-2018 СМИ способствовали созданию у россиян ложного впечатления, что вопрос о существенных изменениях в сфере пенсионного обеспечения якобы вообще не стоит на повестке дня; это помогло В. В. Путину остаться главой государства.
После выборов, при освещении российскими масс-медиа темы повышения пенсионного возраста, представлялись преимущественно мнения сторонников реформы с одновременным затушёвыванием информации о реальном отношении простых граждан к законопроекту. Зарубежные издания, напротив, публиковали в основном критические материалы, придавая им определённую антипутинскую направленность. Серьёзных научно-аналитических (не пропагандистских) материалов с обоснованием реформы в эфире практически не звучало.
В середине лета в новостных программах федеральных телеканалов РФ стали появляться сюжеты положительной тематики о людях, продолжающих работать и после пенсии, а, скажем, в ток-шоу «Андрей Малахов. Прямой эфир» все собравшиеся гости выступили исключительно в поддержку законопроекта. Освещение же протестных мероприятий федеральным телевидением было сведено к минимуму: так, мероприятиям коммунистов от 28 июля «Первый канал», ВГТРК и ТВЦ уделили сюжеты по 30 секунд, не вошедшие в итоговые программы, а акция 29 июля была полностью проигнорирована.
Зафиксированы попытки введения в регионах негласной цензуры для ограничения предметного обсуждения идеи повышения пенсионного возраста. Так, на Ставрополье уничтожили тираж местной газеты со статьёй о пенсионной реформе, а затем перевыпустили его уже без этой статьи.
В психологических целях властями были приложены усилия для ограничения употребления понятия «повышение пенсионного возраста». Сразу после внесения законопроекта в Думу его сторонники стали использовать менее провоцирующие слова «законопроект о пенсионной реформе». Позднее и слово «реформа» попало в разряд нежелательных, так как вызывало ассоциации с реформами 1990-х. По информации телеканала «Дождь», в июле 2018 года лояльные действующей власти СМИ, эксперты и блогеры получили от администрации президента указание избегать упомянутых слов. Вместо них, например на «Первом канале», использовались термины «пенсионный законопроект» и «пенсионные изменения». В сюжете «Первого канала» об отношении В. В. Путина к реформе было вырезано высказывание: «И когда меня спрашивали, какой из различных вариантов мне нравится, я как тогда, так и сейчас могу сказать — никакой. Мне никакой [вариант] не нравится, связанный с повышением пенсионного возраста», взамен которого работники канала вставили пассаж «вопрос, конечно, очень чувствительный» и размышления президента о последствиях при отсутствии изменений в пенсионной системе. Заголовки статей о повышении пенсионного возраста в ряде изданий намеренно модифицировались. В выступлениях должностных лиц слова «возраст» и «реформа» тоже заменялись другими.
По сведениям Радио «Свобода», опубликованным в марте 2019 года, уже после начала реформы определённая часть рекламно-агитационных материалов в СМИ (названы «Комсомольская правда», ТАСС, «Газета.ру») в период обсуждения законопроекта проплачивалась ПФР, причём в ряде заказных статей «нет никаких указаний на то, что… информация… отражает точку зрения чиновников, а не независимых журналистов».

## Некоторые специфические факты
- На сайте РОИ опубликована общефедеральная инициатива № Ф46787[260]. Её автор(ы) утверждают, что причина выдвижения инициативы — предложенная правительством (и в целом одобренная 29 августа В. В. Путиным) пенсионная реформа: «В связи с ожидающейся реформой пенсионной системы в Российской Федерации и отсутствием реальной социальной защиты в будущем пожилых граждан, которые могут остаться без средств к существованию, а именно без работы и без пенсии, более гуманно предоставить возможность данной категории людей осуществить добровольную эвтаназию».
- У главного входа в здание Пенсионного фонда в Калужской области была взорвана граната[261].
- Депутат Заксобрания Ленинградской области предложил хоронить не доживших до пенсии за счёт бюджета[262].
- В 2017 году правительство РФ взяло на себя обязательства выплачивать пенсии людям, навсегда уехавшим в Израиль[263]. Поскольку это соглашение было подписано до появления законопроекта, а выплаты израильтянам должны осуществляться не из ПФР (где дефицит), а из бюджета (где из-за роста цен на нефть ожидается профицит), неясно, каким образом реформа повлияет на уехавших. Если корректировка пенсионного возраста для этой категории людей состоится, то неизвестно, какая продолжительность жизни (в Израиле, 8-е место в мире[264], или в РФ) будет использована для определения их нового пенсионного возраста.
- Из-за нелепой случайности[107] нобелевский лауреат Жорес Алфёров, в отличие от однопартийцев из КПРФ, во втором чтении «поддержал» законопроект о повышении пенсионного возраста в России[265]. В третьем чтении Алфёров голосовал против пенсионной реформы, а депутат В. Ф. Рашкин заявил, что голос Алфёрова во втором чтении подан по ошибке и отозван[266]. Тем не менее в поимённом списке по второму чтению на сайте Госдумы Алфёров значится как единственный депутат от фракции КПРФ, поддержавший реформу[267].

## Реформа как одно из «событий года» в России
По единодушному мнению россиян, отражённому в СМИ, принятие пенсионного закона безоговорочно вошло в число самых важных событий 2018 года в стране.
Конкретное «место» реформы в иерархии событий варьируется. Согласно результатам опроса ВЦИОМ, решение о подъёме пенсионного возраста оценивается как главное за год событие в России. По данным Российской газеты, пенсионная реформа «заняла» (вместе с президентскими выборами) второе-третье место, с серьёзным отрывом «уступив» футбольному чемпионату мира. По сведениям ФОМ, среди внутрироссийских событий года решение об изменениях в пенсионном законодательстве стоит на втором месте по значимости, после ЧМ (соответственно, 10 % и 23 % респондентов назвали эти события главными за год, можно было выбрать только что-то одно). По результатам опроса Левада-центра пенсионная реформа также получила вторую позицию, минимально уступив факту открытия Крымского моста (46 % и 47 %, опрашиваемые могли выбрать несколько вариантов ответа). Агентство «Росбалт» включило реформу в число шести наиболее существенных экономических событий в России и привело мнение эксперта, что повышение пенсионного возраста «затмевает все остальные значимые события года». Пенсионная реформа называлась событием номер один в РФ в ряде локальных опросов и по итогам online-голосования читателей некоторых изданий. В «Газете Кемерова» констатировалось, что прилагательное «пенсионный» стало одним из трёх «слов года» (два других: «новичок» и «мундиаль»).
Во многом из-за пенсионной реформы в 2018 году возник всплеск ностальгии по временам СССР, зафиксированный социологами.